# 保羅·奧頓
保羅·奧頓（Paul Ogden，1946年12月8日—）出生於斯塔福德利克，前英格蘭足球運動員和領隊。曾先後六次出任利克鎮足球會的領隊，前後近四十年。

## 球員生涯
奧頓最初效力利克城堡（Leek Castle），司職左翼。1965年11月加盟成為業餘球員。在1964/95球季曾兩度上陣足球聯賽。1966年春季被放棄並返回非聯賽。

## 領隊生涯
奧頓執教的首支球會是利克，1969年上任，六年後離隊執教諾夫維治維多利亞（Northwich Victoria F.C.），1977年重返利克，翌年離隊。
2002年成為利克鎮的看守領隊，是第三度出任球會領隊，比首執相隔33年。在約翰·拉梳爾（John Ramshaw）離隊後，奧頓第四度被任命為領隊，任期兩年。其後成為傑斯哥夫體育會（Kidsgrove Athletic）的領隊。
利克從2005年至2007年曾三次轉換領隊，奧頓於2007年6月第五度成為領隊。2007/08球季開始了六場比賽便因健康問題被逼退休，一個月後返回球隊執教只有一場的告別賽。2008年1月返回球會，輔助新上任的球員兼領隊韋恩·莊遜（Wayne Johnson）。